# Грай-Воронець
Грай-Воронець - хутір у Міллеровському районі Ростовської області. Входить до складу Дегтевського сільського 
поселення.

## Географія
Хутір розташований за 30 км на північний схід від Міллерово і за 220 км на північ від Ростова-на-Дону

## Населення
Згідно з переписом 2010 року в селі проживало 484 особи

## Визначні пам'ятки
- Курган "Грай-Воронець". Знаходиться на відстані близько 2 км на південний захід від села Грай-Воронець.
- Курган "Німецький яр" (11 курганів). Знаходиться на відстані близько 4,5 км на південний захід від села Грай-Воронець.
- Курган «Обливний» (3 кургани). Знаходиться на відстані близько 4,2 км на захід від села Грай-Воронець.
- Курган «Камишний» (4 кургани). Знаходиться на відстані близько 4,0 км на північний північний захід від села Грай-Воронець [1] .

## Зовнішні посилання
- Грай-Воронець (хутір)